# Rechtsschutzgleichheit
Rechtsschutzgleichheit ist ein durch das Grundgesetz garantiertes Grundrecht. Sie leitet sich aus Art. 3 Abs. 1 GG in Verbindung mit Art. 19 Abs. 4 GG ab und gebietet eine weitgehende Angleichung der Situation von Bemittelten und Unbemittelten bei der Verwirklichung des Rechtsschutzes. Umgesetzt wird die Rechtsschutzgleichheit durch die einfachgesetzlichen Regelungen der §§ 140 ff. ZPO über die Prozesskostenhilfe sowie die Verfahrenskostenhilfe nach §§ 76 ff. FamFG, die 1986 die älteren Bestimmungen zum Armenrecht abgelöst haben. Daneben werden auch Anwaltskosten im Rahmen der Beratungshilfe (BerHG) übernommen.
Da es sich bei der Rechtsschutzgleichheit um ein Grundrecht handelt, sind Entscheidungen der Gerichte, mit denen Prozesskostenhilfe versagt wird, im Wege der Verfassungsbeschwerde daraufhin überprüfbar, ob das Ausgangsgericht sich der spezifischen verfassungsrechtlichen Bedeutung der Rechtsschutzgleichheit bewusst war. Im Gegensatz dazu sind Fehler bei der Anwendung des einfachen Prozessrechts nur mit den in der Zivilprozessordnung enthaltenen Rechtsmitteln angreifbar, weil das Bundesverfassungsgericht keine Superrevisionsinstanz ist. Soweit die Entscheidungen der Überprüfung durch das Bundesverfassungsgericht zugänglich waren, ist es immer wieder zu Aufhebungen von Beschlüssen gekommen, mit denen die Bewilligung von Prozesskostenhilfe abgelehnt wurde. Hierbei hat das Bundesverfassungsgericht allerdings keine Einwände gegen die gesetzliche Regelung in § 114 ZPO erhoben, der zufolge Prozesskostenhilfe nicht bewilligt werden darf, wenn der Rechtsstreit keine hinreichende Aussicht auf Erfolg hat oder die beabsichtigte Rechtsverfolgung mutwillig ist. Eingegriffen hat das Bundesverfassungsgericht jedoch dann, wenn die Prüfung der Rechtsfrage aus dem Hauptverfahren in das summarische Bewilligungsverfahren vorverlegt wurde oder eine unzulässige Beweisantizipation stattfand.